# Geberit
Geberit AG en en schweizisk multinational producent af sanitet og relaterede produkter. De er markedsledende i Europa indenfor sanitet.
I 1874 etablerede Caspar Melchior Gebert en VVS-forretning i Rapperswil, Schweiz. I 1905 begyndte han at producere VVS-dele.